# Filmjahr 1965
Liste der Filmjahre

◄◄ | ◄ | 1961 | 1962 | 1963 | 1964 | Filmjahr 1965 | 1966 | 1967 | 1968 | 1969 | ► | ►►

Weitere Ereignisse

## Ereignisse
- 5. März: Vier Monate nach der Uraufführung in Rom kommt Sergio Leones stilbildender Italowestern Für eine Handvoll Dollar mit dem Hauptdarsteller Clint Eastwood auch in die bundesdeutschen Kinos.
- 22. Dezember: Der Film Doktor Schiwago von David Lean und Carlo Ponti wird in New York City uraufgeführt.
- Das American Film Institute wird gegründet.
- Die Sieger der BRAVO Otto Leserwahl 1965:
  - Kategorie – männlicher Filmstar: Gold Pierre Brice, Silber Thomas Fritsch, Bronze Lex Barker
  - Kategorie – weiblicher Filmstar: Gold Marie Versini, Silber Sophia Loren, Bronze Doris Day

## Top 10 der erfolgreichsten Filme

### In Deutschland
Die zehn erfolgreichsten Filme an den deutschen Kinokassen nach Besucherzahlen (Stand: 25. November 2018):
| Platz | Filmtitel                                        | Besucher   |
| ----- | ------------------------------------------------ | ---------- |
| 1.    | James Bond 007 – Feuerball                       | 11.250.000 |
| 2.    | James Bond 007 – Goldfinger                      | 10.250.000 |
| 3.    | Die tollkühnen Männer in ihren fliegenden Kisten | 7.500.000  |
| 4.    | Winnetou 3. Teil                                 | 4.500.000  |
| 5.    | Angélique, 2. Teil                               | 4.300.000  |
| 6.    | Mary Poppins                                     | 4.006.488  |
| 7.    | Unser Mann aus Istanbul                          | 3.750.000  |
| 8.    | Mohn ist auch eine Blume                         | 3.750.000  |
| 9.    | Dr. med. Hiob Prätorius                          | 3.500.000  |
| 10.   | Schüsse aus dem Geigenkasten                     | 3.500.000  |

### In den USA
Die zehn erfolgreichsten Filme an den US-amerikanischen Kinokassen nach Einspielergebnis.
| Platz | Filmtitel                                      | Einspielergebnis in US-Dollar |       |
| ----- | ---------------------------------------------- | ----------------------------- | ----- |
| 1.    | The Sound of Music                             | 72.000.000                    | [ 2 ] |
| 2.    | Doctor Zhivago                                 | 43.000.000                    | [ 2 ] |
| 3.    | Thunderball                                    | 27.000.000                    | [ 2 ] |
| 4.    | Those Magnificent Men in their Flying Machines | 14.000.000                    | [ 3 ] |
| 5.    | The Great Race                                 | 11.400.000                    | [ 4 ] |
| 6.    | That Darn Cat!                                 | 9.500.000                     | [ 2 ] |
| 7.    | Cat Ballou                                     | 9.300.000                     | [ 2 ] |
| 8.    | What's New Pussycat?                           | 8.469.000                     | [ 4 ] |
| 9.    | Shenandoah                                     | 7.771.000                     | [ 4 ] |
| 10.   | Von Ryan's Express                             | 7.700.000                     | [ 4 ] |

## Filmpreise

### Golden Globe Award
Am 8. Februar findet im Coconut Grove die Golden-Globe-Verleihung statt.
- Bestes Drama: Becket von Peter Glenville
- Bestes Musical/Komödie: My Fair Lady von George Cukor
- Bester Schauspieler (Drama): Peter O’Toole in Becket
- Beste Schauspielerin (Drama): Anne Bancroft in Schlafzimmerstreit
- Bester Schauspieler (Musical/Komödie): Rex Harrison in My Fair Lady
- Beste Schauspielerin (Musical/Komödie): Julie Andrews in Mary Poppins
- Bester Nebendarsteller: kein Preisträger
- Beste Nebendarstellerin: Agnes Moorehead in Hush... Hush, Sweet Charlotte
- Bester Regisseur: George Cukor für My Fair Lady
- Cecil B. DeMille Award: James Stewart

### Academy Awards
Die Oscarverleihung findet am 5. April im Santa Monica Civic Auditorium statt. Moderator ist Bob Hope.
- Bester Film: My Fair Lady von George Cukor
- Bester Hauptdarsteller: Rex Harrison in My Fair Lady
- Beste Hauptdarstellerin: Julie Andrews in Mary Poppins
- Bester Regisseur: George Cukor für My Fair Lady
- Bester Nebendarsteller: Peter Ustinov in Topkapi
- Beste Nebendarstellerin: Lila Kedrova in Alexis Sorbas
- Beste Schwarz-Weiß Kamera: Walter Lassally für Alexis Sorbas
- Bester fremdsprachiger Film: Gestern, heute und morgen von Vittorio De Sica

Vollständige Liste der Preisträger

### Internationale Filmfestspiele von Cannes 1965
Das Festival findet vom 12. Mai bis zum 28. Mai statt. Die Jury unter Präsidentin Olivia de Havilland vergibt folgende Preise:
- Goldene Palme: Der gewisse Kniff von Richard Lester
- Bester Schauspieler: Terence Stamp in Der Fänger
- Beste Schauspielerin: Samantha Eggar in Der Fänger
- Bester Regisseur: Liviu Ciulei für Der Wald der Erhängten

### Internationale Filmfestspiele Berlin 1965
Das Festival findet vom 25. Juni bis zum 6. Juli statt. Die Jury vergibt folgende Preise:
- Goldener Bär: Lemmy Caution gegen Alpha 60 von Jean-Luc Godard
- Bester Schauspieler: Lee Marvin in Cat Ballou
- Beste Schauspielerin: Madhur Jaffrey in Shakespeare-Wallah
- Bester Regisseur: Satyajit Ray für Charulata
- Sonderpreis der Jury: Roman Polański für Ekel

### Filmfestspiele von Venedig
Das Festival findet vom 24. August bis zum 6. September statt. Die Jury vergibt folgende Preise:
- Goldener Löwe: Sandra von Luchino Visconti
- Bester Schauspieler: Toshirō Mifune in Akahige
- Beste Schauspielerin: Annie Girardot in Drei Zimmer in Manhattan

### Deutscher Filmpreis
- Bester Film: Das Haus in der Karpfengasse
- Beste Regie: Kurt Hoffmann für Das Haus in der Karpfengasse
- Beste Hauptdarstellerin: Jana Brejchová für Das Haus in der Karpfengasse
- Bester Hauptdarsteller: Wolfgang Kieling für Polizeirevier Davidswache
- Beste Nebendarstellerin: Tilla Durieux für Verdammt zur Sünde
- Bester Nebendarsteller: Rudolf Forster für Wälsungenblut

### British Film Academy Award
- Bester Film: Dr. Seltsam oder: Wie ich lernte, die Bombe zu lieben von Stanley Kubrick
- Bester britischer Darsteller: Richard Attenborough für Schüsse in Batasi und An einem trüben Nachmittag
- Bester ausländischer Darsteller: Marcello Mastroianni für Gestern, heute und morgen
- Beste britische Darstellerin: Audrey Hepburn für Charade
- Beste ausländische Darstellerin: Anne Bancroft für Schlafzimmerstreit

### Étoile de Cristal
- Bester Film: Preis nicht vergeben
- Bester Darsteller: Jean-Louis Trintignant in Mata Hari, Agent H.21
- Beste Darstellerin: Sylvie in Die unwürdige Greisin
- Bester ausländischer Film: Dr. Seltsam oder: Wie ich lernte, die Bombe zu lieben von Stanley Kubrick
- Bester ausländischer Darsteller: Peter O’Toole in Becket
- Beste ausländische Darstellerin: Stefania Sandrelli in Verführung auf italienisch

### New York Film Critics Circle Award
- Bester Film: Darling von John Schlesinger
- Beste Regie: John Schlesinger für Darling
- Bester Hauptdarsteller: Oskar Werner in Das Narrenschiff
- Beste Hauptdarstellerin: Julie Christie in Darling
- Bester ausländischer Film: Julia und die Geister von Federico Fellini

### National Board of Review
- Bester Film: The Eleanor Roosevelt Story von Richard Kaplan
- Beste Regie: John Schlesinger für Darling
- Bester Hauptdarsteller: Lee Marvin in Cat Ballou – Hängen sollst du in Wyoming und Das Narrenschiff
- Beste Hauptdarstellerin: Julie Christie in Doktor Schiwago
- Bester Nebendarsteller: Harry Andrews in Michelangelo – Inferno und Ekstase und Ein Haufen toller Hunde
- Beste Nebendarstellerin: Joan Blondell in Cincinnati Kid

### Laurel Award
- Bestes Action-Drama: Goldfinger von Guy Hamilton
  - Beste Action-Darstellung: Sean Connery in Goldfinger
- Bestes Drama: Die Unersättlichen von Edward Dmytryk
  - Bester dramatischer Darsteller: Richard Burton in Becket
  - Beste dramatische Darstellerin: Bette Davis in Wiegenlied für eine Leiche
- Beste Komödie: Der große Wolf ruft von Ralph Nelson
  - Bester komödiantischer Darsteller: Jack Lemmon in Wie bringt man seine Frau um?
  - Beste komödiantische Darstellerin: Doris Day in Schick mir keine Blumen
- Bestes Musical: Goldgräber-Molly von Charles Walters
  - Bester Musical-Darsteller: Rex Harrison in My Fair Lady
  - Beste Musical-Darstellerin: Julie Andrews in Mary Poppins

### Weitere Filmpreise und Auszeichnungen
- Bodil: Gertrud von Carl Theodor Dreyer
- Directors Guild of America Award: George Cukor für My Fair Lady, Jack L. Warner (Lebenswerk)
- Ernst-Lubitsch-Preis: Rainer Erler für Seelenwanderung
- Louis-Delluc-Preis: Leben im Schloss von Jean-Paul Rappeneau
- Nastro d’Argento: Das 1. Evangelium – Matthäus von Pier Paolo Pasolini und Dr. Seltsam oder: Wie ich lernte, die Bombe zu lieben von Stanley Kubrick
- Photoplay Award: Meine Lieder – meine Träume von Robert Wise (Bester Film), Robert Vaughn (populärster männlicher Star), Dorothy Malone (populärster weiblicher Star)
- Festival Internacional de Cine de Donostia-San Sebastián: Die 27. Etage von Edward Dmytryk und Zlatá reneta von Otakar Vávra (Goldene Muschel)
- Writers Guild of America Award: Mary Poppins (Bestes Musical), Becket (Bestes Drama), Dr. Seltsam oder: Wie ich lernte, die Bombe zu lieben (Beste Komödie), Sidney Buchman (Lebenswerk)

## Geburtstage

### Januar bis März
Januar

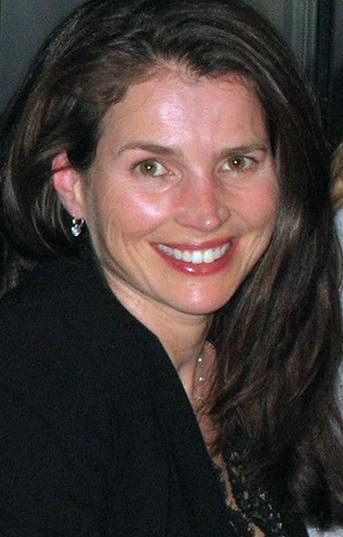
Julia Ormond (* 4. Januar)

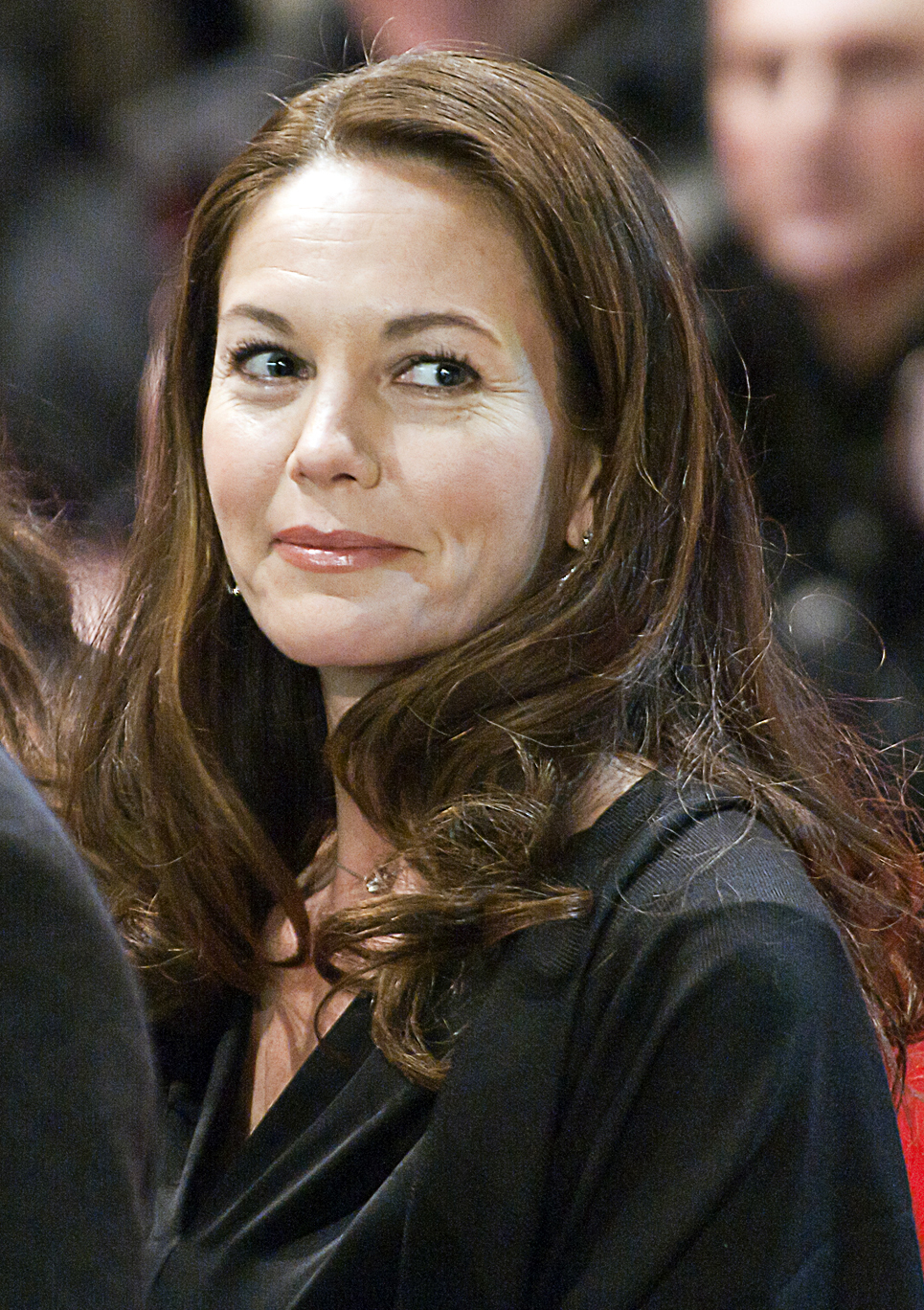
Diane Lane (* 22. Januar)

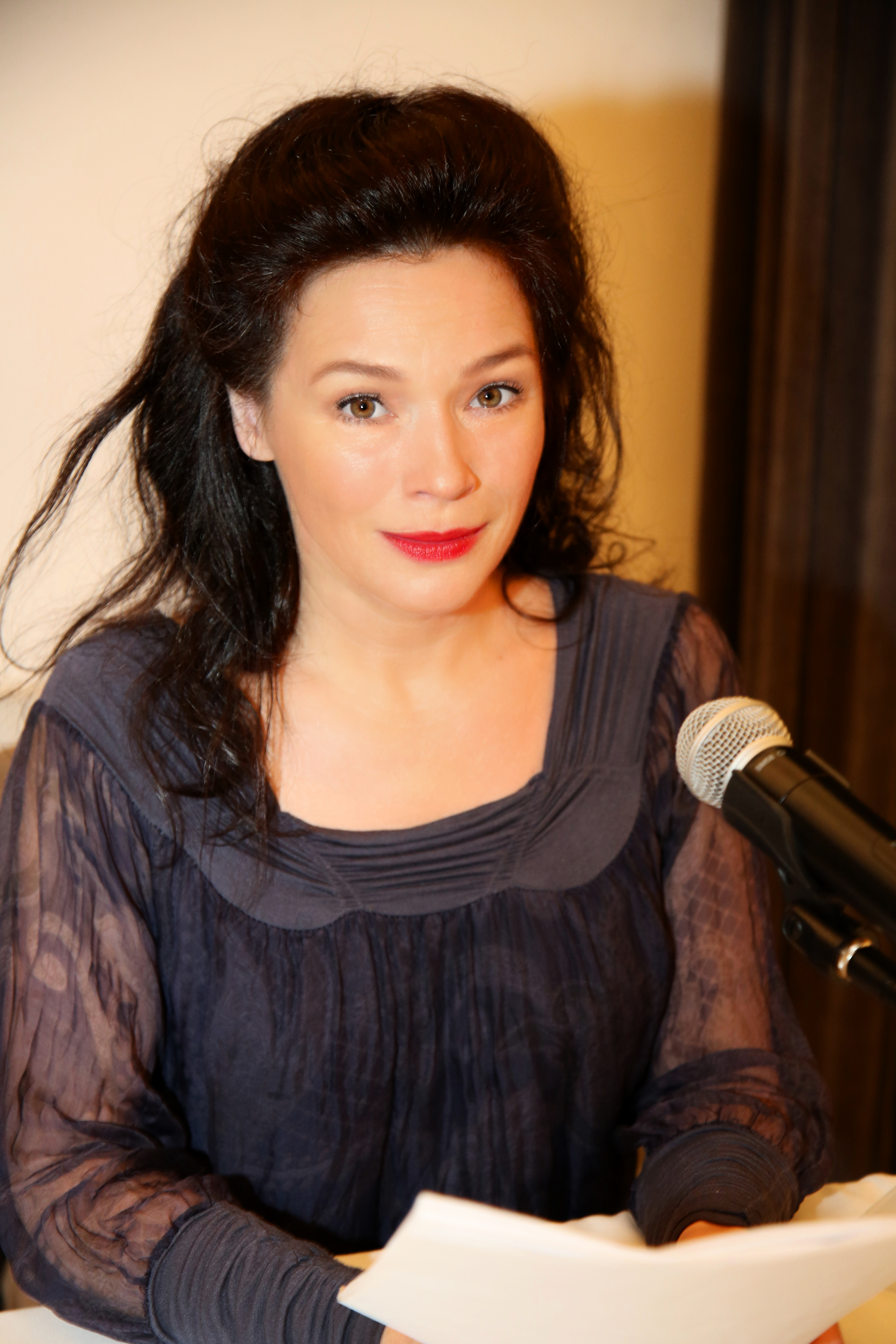
Julia Stemberger (* 29. Januar)

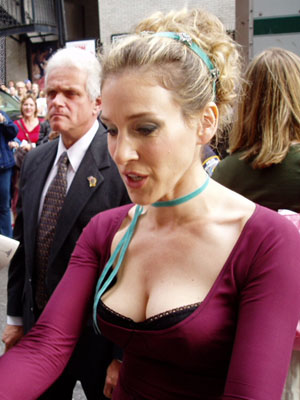
Sarah Jessica Parker (* 25. März)

- 01. Januar: Lisa Roberts Gillan, US-amerikanische Schauspielerin
- 04. Januar: Yvan Attal, französischer Schauspieler und Regisseur
- 04. Januar: Julia Ormond, britische Schauspielerin
- 08. Januar: Michelle Forbes, US-amerikanische Schauspielerin
- 09. Januar: Rhoda Griffis, US-amerikanische Schauspielerin
- 09. Januar: Joely Richardson, britische Schauspielerin
- 14. Januar: Désirée Nosbusch, luxemburgische Moderatorin und Schauspielerin
- 17. Januar: D. J. Caruso, US-amerikanischer Regisseur
- 22. Januar: Diane Lane, US-amerikanische Schauspielerin
- 22. Januar: Brian McCardie, schottischer Schauspieler († 2024)
- 29. Januar: Julia Stemberger, österreichische Schauspielerin
- 30. Januar: Julie McCullough, US-amerikanische Schauspielerin

Februar
- 01. Februar: Sherilyn Fenn, US-amerikanische Schauspielerin
- 03. Februar: Maura Tierney, US-amerikanische Schauspielerin
- 06. Februar: Dana Eskelson, US-amerikanische Schauspielerin
- 06. Februar: Wolfgang Pissecker, österreichischer Schauspieler
- 06. Februar: Jan Svěrák, tschechischer Regisseur
- 07. Februar: Jason Gedrick, US-amerikanischer Schauspieler
- 07. Februar: Chris Rock, US-amerikanischer Schauspieler
- 08. Februar: Mathilda May, französische Schauspielerin
- 09. Februar: Darren Dalton, US-amerikanischer Schauspieler
- 09. Februar: Julie Warner, US-amerikanische Schauspielerin
- 12. Februar: Christine Elise, US-amerikanische Schauspielerin
- 12. Februar: Ewa Karlström, schwedisch-deutsche Produzentin
- 15. Februar: Romuald Karmakar, deutscher Regisseur
- 20. Februar: Ron Eldard, US-amerikanischer Schauspieler
- 22. Februar: Scott Lowell, US-amerikanischer Schauspieler
- 23. Februar: Kristin Davis, US-amerikanische Schauspielerin
- 23. Februar: Sérgio Tréfaut, portugiesischer Regisseur
- 24. Februar: Alessandro Gassmann, italienischer Schauspieler
- 26. Februar: Nicolas Böll, deutscher Schauspieler und Synchronsprecher
- 27. Februar: Noah Emmerich, US-amerikanischer Schauspieler

März
- 03. März: Eric Da Re, US-amerikanischer Schauspieler
- 04. März: Paul W. S. Anderson, US-amerikanischer Regisseur
- 07. März: Inka Friedrich, deutsche Schauspielerin
- 11. März: Wallace Langham, US-amerikanischer Schauspieler
- 12. März: Roswitha Schreiner, deutsche Schauspielerin
- 14. März: Aamir Khan, indischer Schauspieler und Regisseur
- 14. März: Kevin Williamson, US-amerikanischer Drehbuchautor und Produzent
- 16. März: Belén Rueda, spanische Schauspielerin
- 23. März: Richard Grieco, US-amerikanischer Schauspieler
- 24. März: Peter Jacobson, US-amerikanischer Schauspieler
- 25. März: Sarah Jessica Parker, US-amerikanische Schauspielerin
- 29. März: Lara Wendel, US-amerikanische Schauspielerin
- 30. März: Juliet Landau, US-amerikanische Schauspielerin
- 31. März: Jacqueline Kim, US-amerikanische Schauspielerin
- 31. März: William McNamara, US-amerikanischer Schauspieler

### April bis Juni
April

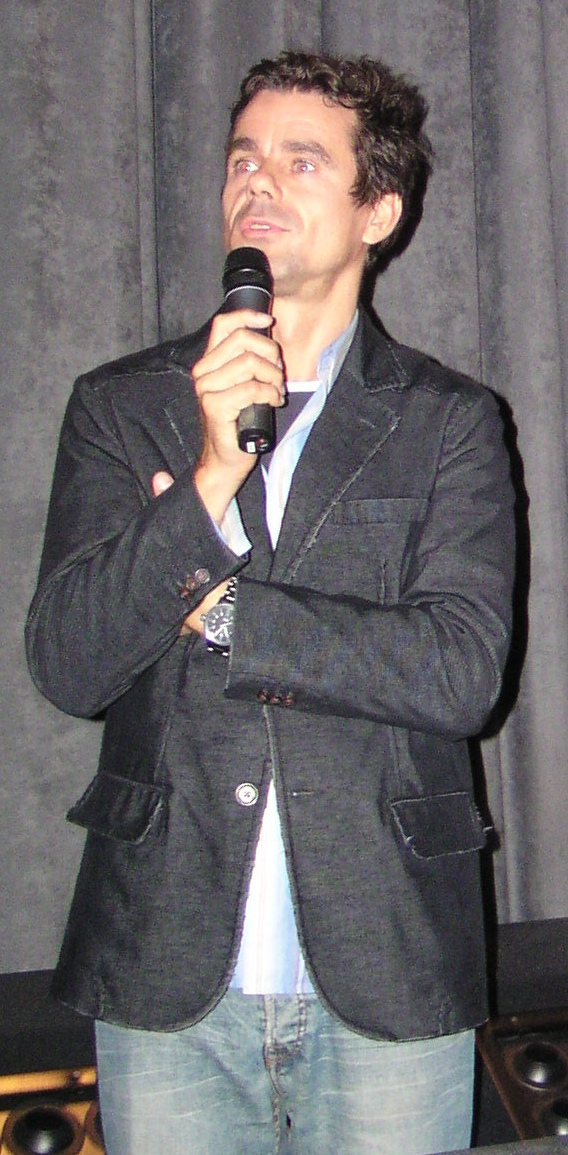
Tom Tykwer (* 23. Mai)

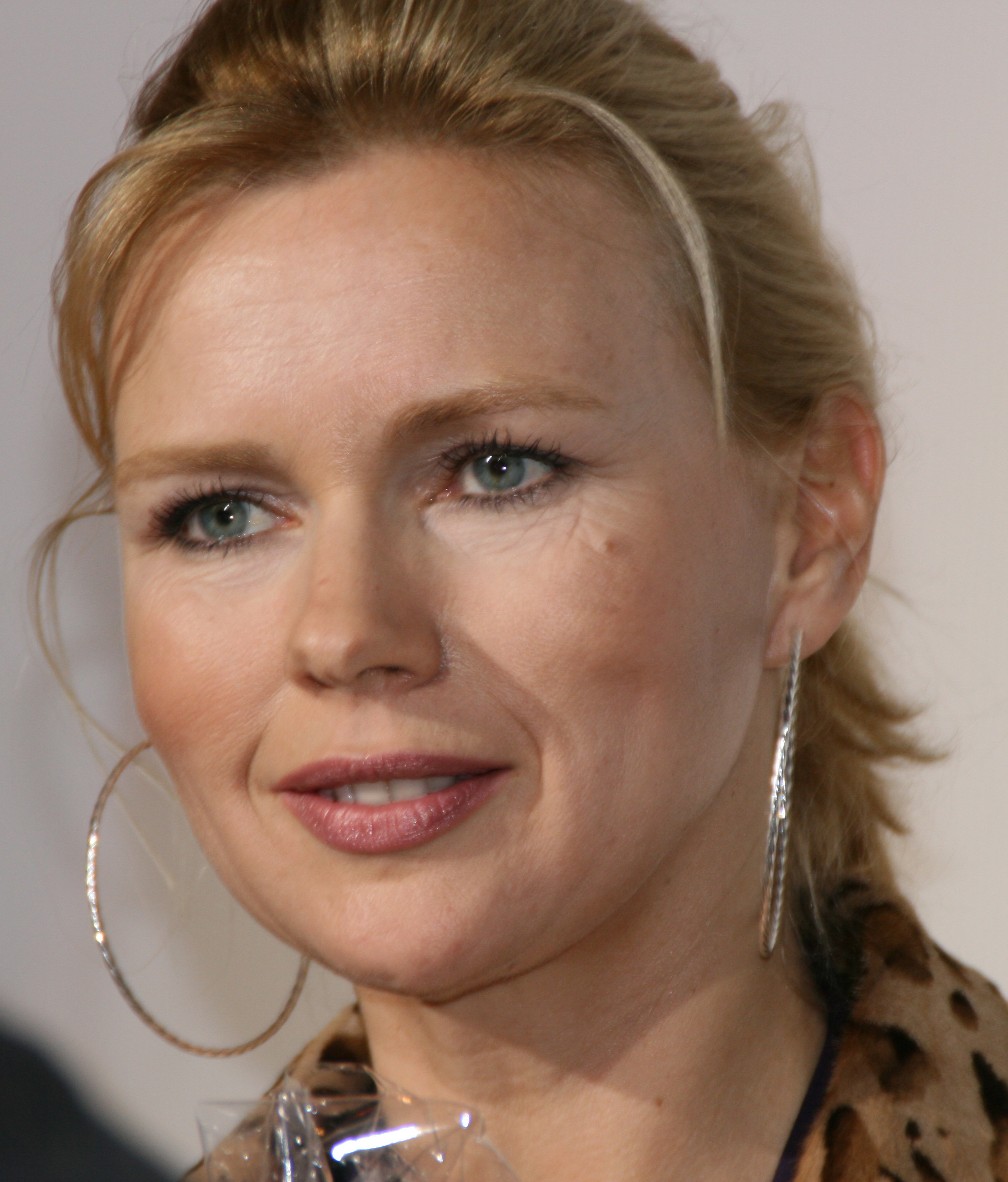
Veronica Ferres (* 10. Juni)

- 01. April: Jane Adams, US-amerikanische Schauspielerin
- 01. April: Thomas Schmuckert, deutscher Schauspieler und Synchronsprecher
- 07. April: Ralf Wengenmayr, deutscher Komponist
- 04. April: Robert Downey Jr., US-amerikanischer Schauspieler
- 09. April: Mark Pellegrino, US-amerikanischer Schauspieler
- 16. April: Jon Cryer, US-amerikanischer Schauspieler
- 16. April: Martin Lawrence, US-amerikanischer Schauspieler
- 17. April: William Mapother, US-amerikanischer Schauspieler
- 21. April: Katja Burkard, deutsche Schauspielerin
- 26. April: Kevin James, US-amerikanischer Schauspieler
- 27. April: Anna Chancellor, britische Schauspielerin
- 29. April: Vincent Ventresca, US-amerikanischer Schauspieler
- 30. April: Adrian Pasdar, US-amerikanischer Schauspieler

Mai
- 06. Mai: Stephen Gaghan, US-amerikanischer Drehbuchautor und Regisseur
- 17. Mai: Paige Turco, US-amerikanische Schauspielerin
- 23. Mai: Tom Tykwer, deutscher Regisseur
- 24. Mai: John C. Reilly, US-amerikanischer Schauspieler
- 28. Mai: Alon Abutbul, israelischer Schauspieler († 2025)
- 31. Mai: Brooke Shields, US-amerikanische Schauspielerin

Juni
- 10. Juni: Veronica Ferres, deutsche Schauspielerin
- 10. Juni: Elizabeth Hurley, britische Schauspielerin
- 11. Juni: Pamela Gidley, US-amerikanische Schauspielerin († 2018)
- 12. Juni: Cathy Tyson, britische Schauspielerin
- 18. Juni: Kim Dickens, US-amerikanische Schauspielerin
- 19. Juni: Sadie Frost, britische Schauspielerin
- 21. Juni: Larry Wachowski, US-amerikanischer Regisseur und Drehbuchautor

### Juli bis September
Juli

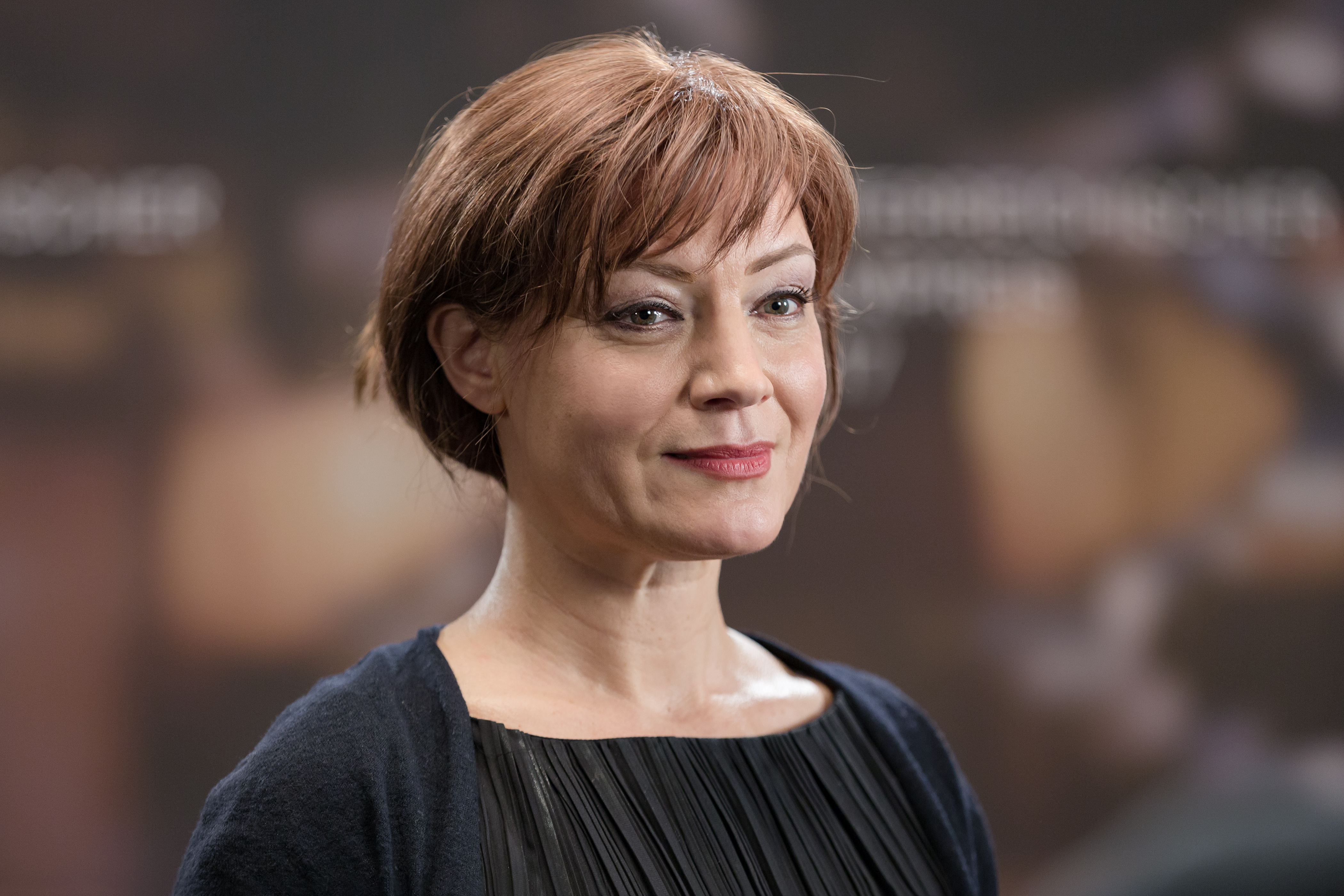
Marion Mitterhammer (* 8. August)

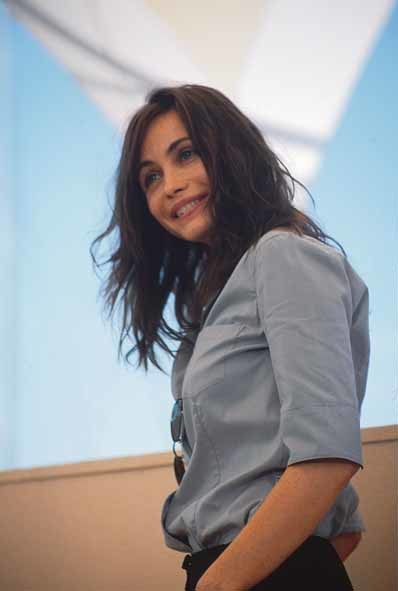
Emmanuelle Béart (* 14. August)

- 01. Juli: Roger Barton, US-amerikanischer Filmeditor
- 01. Juli: Harald Zwart, norwegischer Regisseur und Produzent
- 03. Juli: Connie Nielsen, dänische Schauspielerin
- 10. Juli: Alec Mapa, US-amerikanischer Schauspieler
- 11. Juli: Andreas Fröhlich, deutscher Schauspieler und Synchronsprecher
- 16. Juli: Daryl Mitchell, US-amerikanischer Schauspieler
- 17. Juli: Santiago Segura, spanischer Schauspieler und Regisseur
- 17. Juli: Alex Winter, US-amerikanischer Schauspieler und Regisseur
- 22. Juli: Patrick Labyorteaux, US-amerikanischer Schauspieler
- 24. Juli: Doug Liman, US-amerikanischer Produzent und Regisseur
- 24. Juli: Paul Ben-Victor, US-amerikanischer Schauspieler
- 25. Juli: Illeana Douglas, US-amerikanische Schauspielerin
- 26. Juli: Jeremy Piven, US-amerikanischer Schauspieler

August
- 01. August: Judith Brandt, deutsche Synchronsprecherin und Schauspielerin
- 01. August: Sam Mendes, britischer Regisseur
- 06. August: Juliane Köhler, deutsche Schauspielerin
- 06. August: Hary Prinz, österreichischer Schauspieler
- 06. August: Jeremy Ratchford, kanadischer Schauspieler
- 08. August: Marion Mitterhammer, österreichische Schauspielerin
- 10. August: Eric Thal, US-amerikanischer Schauspieler
- 11. August: Embeth Davidtz, US-amerikanische Schauspielerin
- 11. August: Viola Davis, US-amerikanische Schauspielerin
- 12. August: Peter Krause, US-amerikanischer Schauspieler
- 19. August: Kevin Dillon, US-amerikanischer Schauspieler
- 19. August: Maria de Medeiros, portugiesische Schauspielerin
- 19. August: Hans-Christian Schmid, deutscher Regisseur und Drehbuchautor
- 19. August: Kyra Sedgwick, US-amerikanische Schauspielerin
- 21. August: Florian Flicker, österreichischer Dokumentarfilmer, Regisseur und Drehbuchautor († 2014)
- 21. August: James Flynn, irischer Film- und Fernsehproduzent († 2023)
- 23. August: Roger Avary, US-amerikanischer Regisseur und Drehbuchautor
- 24. August: Marlee Matlin, US-amerikanische Schauspielerin
- 28. August: Amanda Tapping, kanadische Schauspielerin
- 29. August: Ella Lemhagen, schwedische Regisseurin
- 29. August: Dina Spybey, US-amerikanische Schauspielerin

September
- 03. September: Charlie Sheen, US-amerikanischer Schauspieler
- 08. September: Michelle Johnson, US-amerikanische Schauspielerin
- 09. September: Charles Esten, US-amerikanischer Schauspieler
- 14. September: Daisy von Scherler Mayer, US-amerikanische Regisseurin und Drehbuchautorin
- 14. September: Michelle Stafford, US-amerikanischer Schauspieler
- 15. September: Fernanda Torres, brasilianische Schauspielerin
- 16. September: Katy Kurtzman, US-amerikanische Schauspielerin
- 17. September: Bryan Singer, US-amerikanischer Regisseur
- 19. September: Cheri Oteri, US-amerikanische Schauspielerin
- 19. September: Alexandra Vandernoot, belgische Schauspielerin
- 20. September: Robert Rusler, US-amerikanischer Schauspieler
- 21. September: Cheryl Hines, US-amerikanische Schauspielerin
- 21. September: David Wenham, australischer Schauspieler
- 24. September: Lena Wisborg, schwedische Schauspielerin
- 25. September: Matt Battaglia, US-amerikanischer Schauspieler
- 27. September: Maria Schrader, deutsche Schauspielerin
- 30. September: Omid Djalili, britischer Schauspieler

### Oktober bis Dezember
Oktober

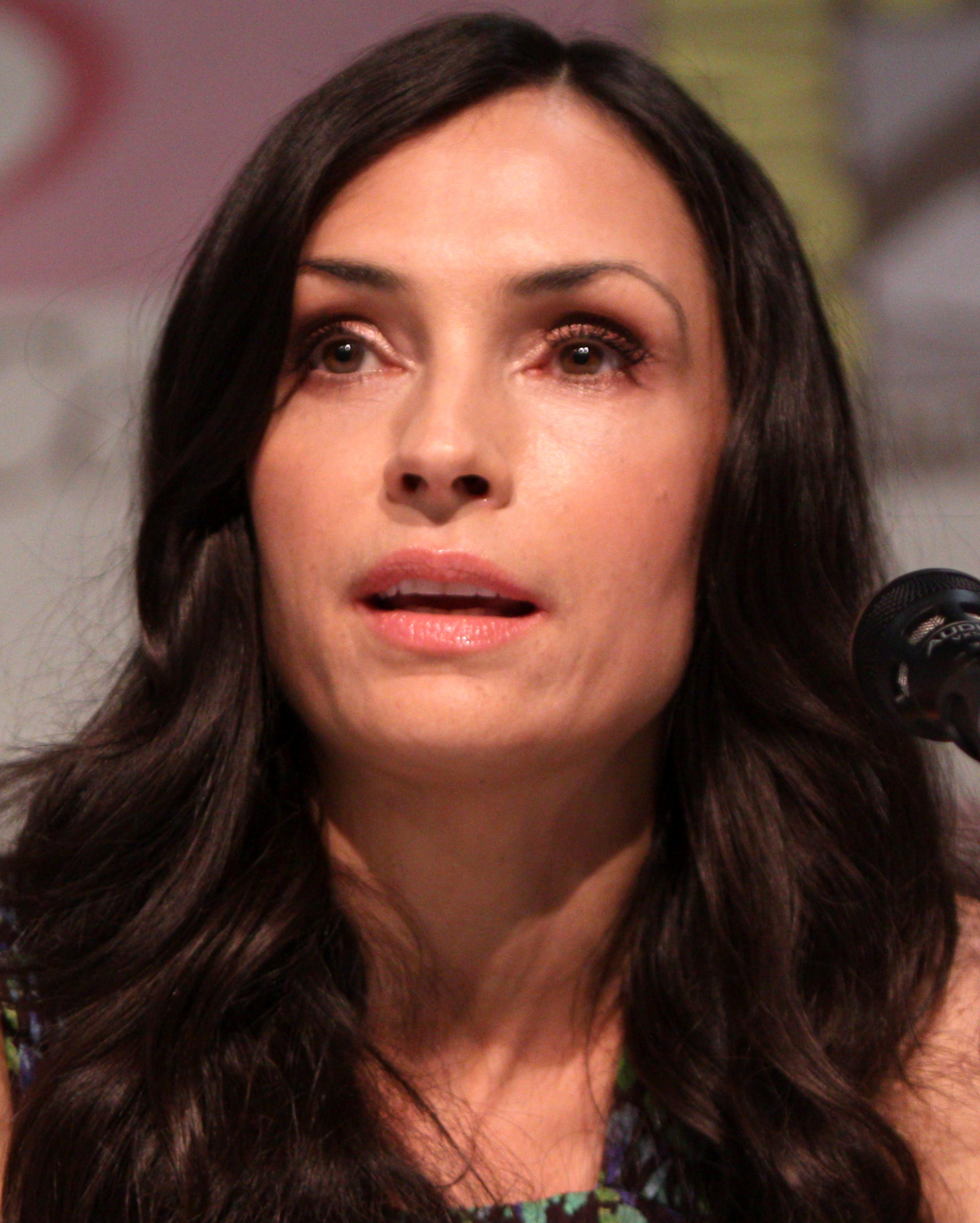
Famke Janssen (* 5. November)

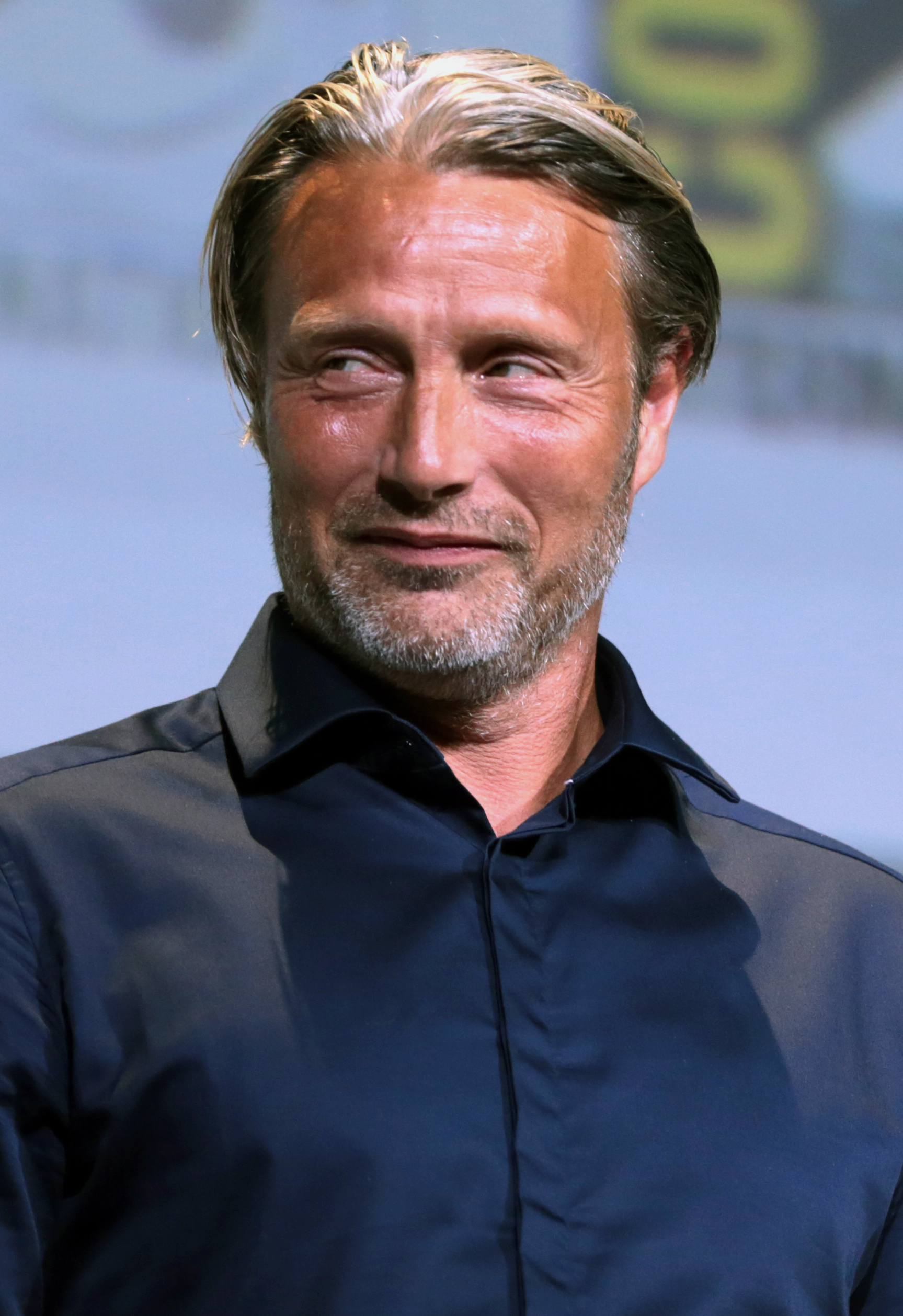
Mads Mikkelsen (* 22. November)

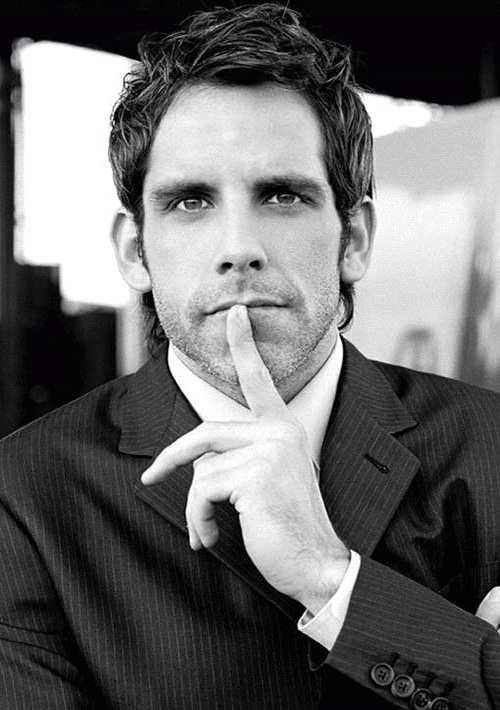
Ben Stiller (* 30. November)

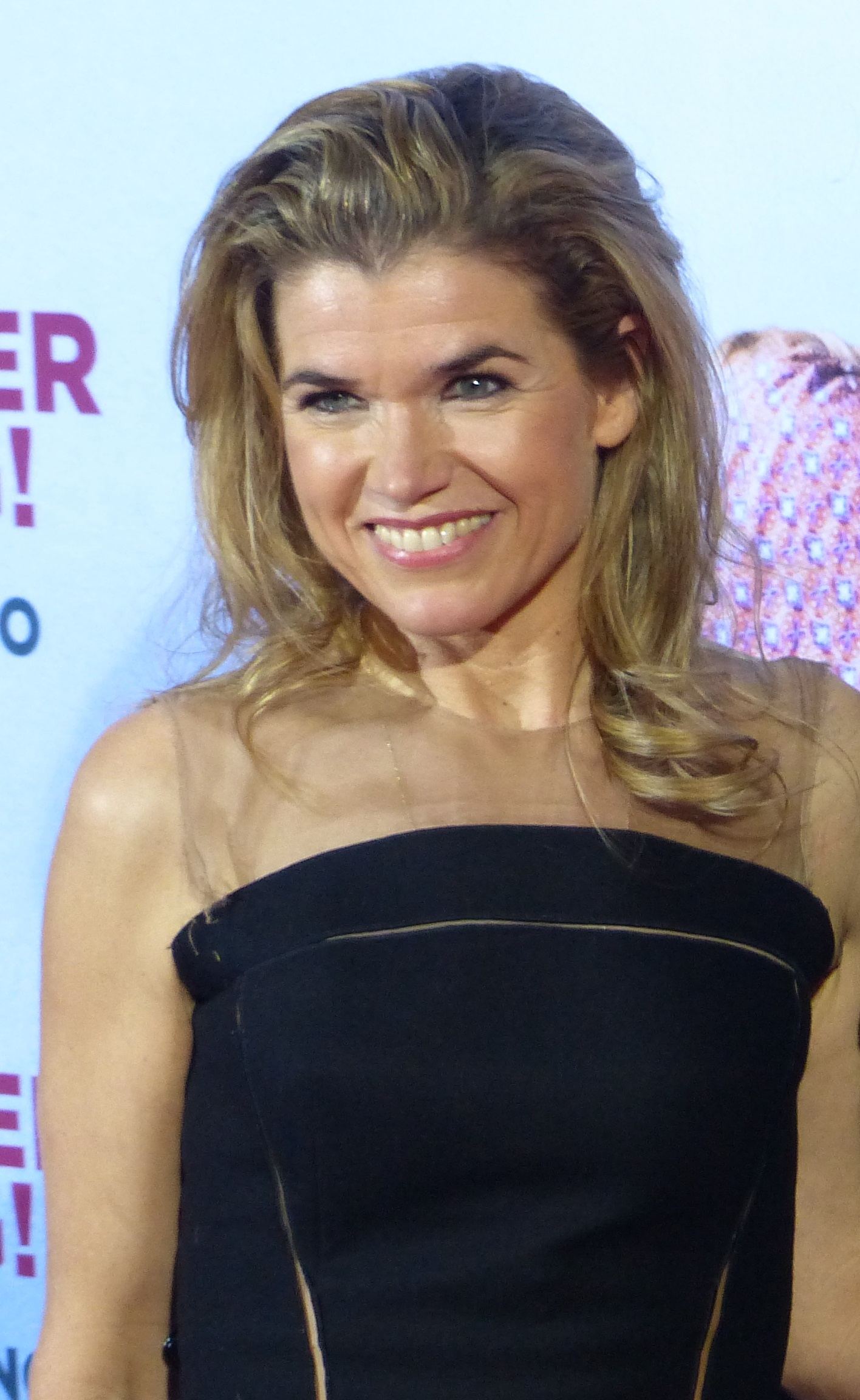
Anke Engelke (* 21. Dezember)

- 01. Oktober: Ted King, US-amerikanischer Schauspieler
- 08. Oktober: Peter Greene, US-amerikanischer Schauspieler
- 10. Oktober: Rebecca Pidgeon, US-amerikanische Schauspielerin
- 11. Oktober: Sean Patrick Flanery, US-amerikanischer Schauspieler
- 11. Oktober: Julianne McNamara, US-amerikanische Schauspielerin
- 13. Oktober: Philippe Torreton, französischer Schauspieler
- 16. Oktober: Ann Eleonora Jørgensen, dänische Schauspielerin
- 16. Oktober: Jenke von Wilmsdorff, deutscher Fernsehjournalist, Schauspieler und Autor
- 25. Oktober: Mathieu Amalric, französischer Schauspieler und Regisseur
- 27. Oktober: Michael O’Connor, britischer Kostümbildner
- 28. Oktober: Jami Gertz, US-amerikanische Schauspielerin

November
- 02. November: Shahrukh Khan, indischer Bollywood-Schauspieler
- 03. November: Merab Ninidse, georgischer Schauspieler
- 04. November: Kiersten Warren, US-amerikanische Schauspielerin
- 05. November: Famke Janssen, niederländische Schauspielerin
- 09. November: Maria von Blumencron, österreichische Schauspielerin
- 09. November: Karoline Eichhorn, deutsche Schauspielerin
- 16. November: Jeff Pinkner, US-amerikanischer Filmproduzent und Drehbuchautor
- 19. November: Douglas Henshall, schottischer Schauspieler
- 22. November: Mads Mikkelsen, dänischer Schauspieler
- 23. November: Rodrigo Prieto, mexikanisch-US-amerikanischer Regisseur
- 25. November: Dougray Scott, britischer Schauspieler
- 30. November: Ben Stiller, US-amerikanischer Schauspieler
- 30. November: Andrew Tiernan, britischer Schauspieler

Dezember
- 03. Dezember: Barbara Garrick, US-amerikanische Schauspielerin
- 03. Dezember: Steve Harris, US-amerikanischer Schauspieler
- 03. Dezember: Andrew Stanton, US-amerikanischer Regisseur und Drehbuchautor
- 07. Dezember: Jeffrey Wright, US-amerikanischer Schauspieler
- 14. Dezember: Ted Raimi, US-amerikanischer Schauspieler
- 16. Dezember: Nancy Valen, US-amerikanische Schauspielerin
- 19. Dezember: Gary Fleder, US-amerikanischer Regisseur
- 21. Dezember: Andy Dick, US-amerikanischer Schauspieler
- 21. Dezember: Michael Schenk, deutscher Schauspieler
- 21. Dezember: Anke Engelke, deutsche Schauspielerin
- 22. Dezember: David S. Goyer, US-amerikanischer Drehbuchautor
- 22. Dezember: Sergi López, spanischer Schauspieler
- 24. Dezember: Shirley Henderson, schottische Schauspielerin
- 26. Dezember: Nadia Dajani, US-amerikanische Schauspielerin
- 27. Dezember: Salman Khan, indischer Schauspieler
- 31. Dezember: Gong Li, chinesische Schauspielerin

### Tag unbekannt
- Simone Bär, deutsche Castingdirektorin († 2023)
- Thomas Berbner, deutscher Fernsehjournalist und Dokumentarfilmer
- Helmfried Kober, deutscher Kameramann

## Verstorbene

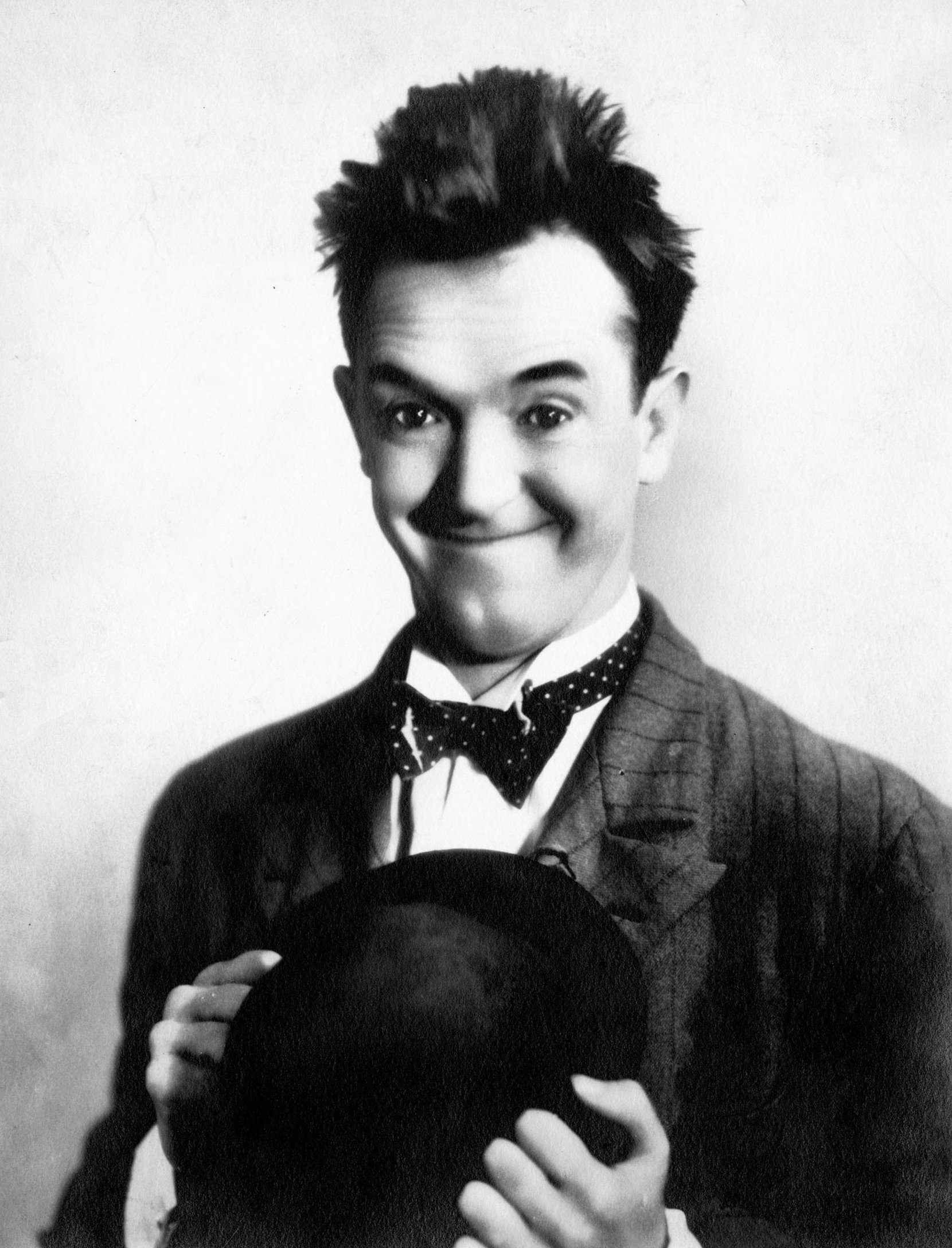
Stan Laurel (1890–1965)

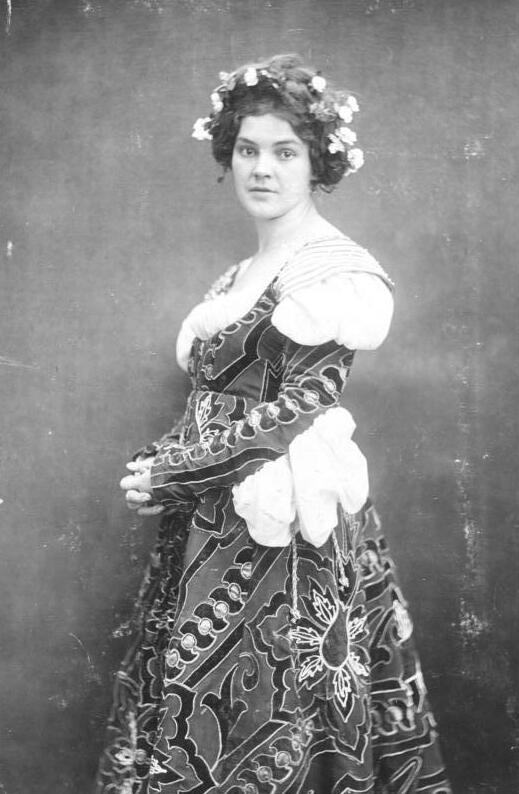
Leopoldine Konstantin (1886–1965)

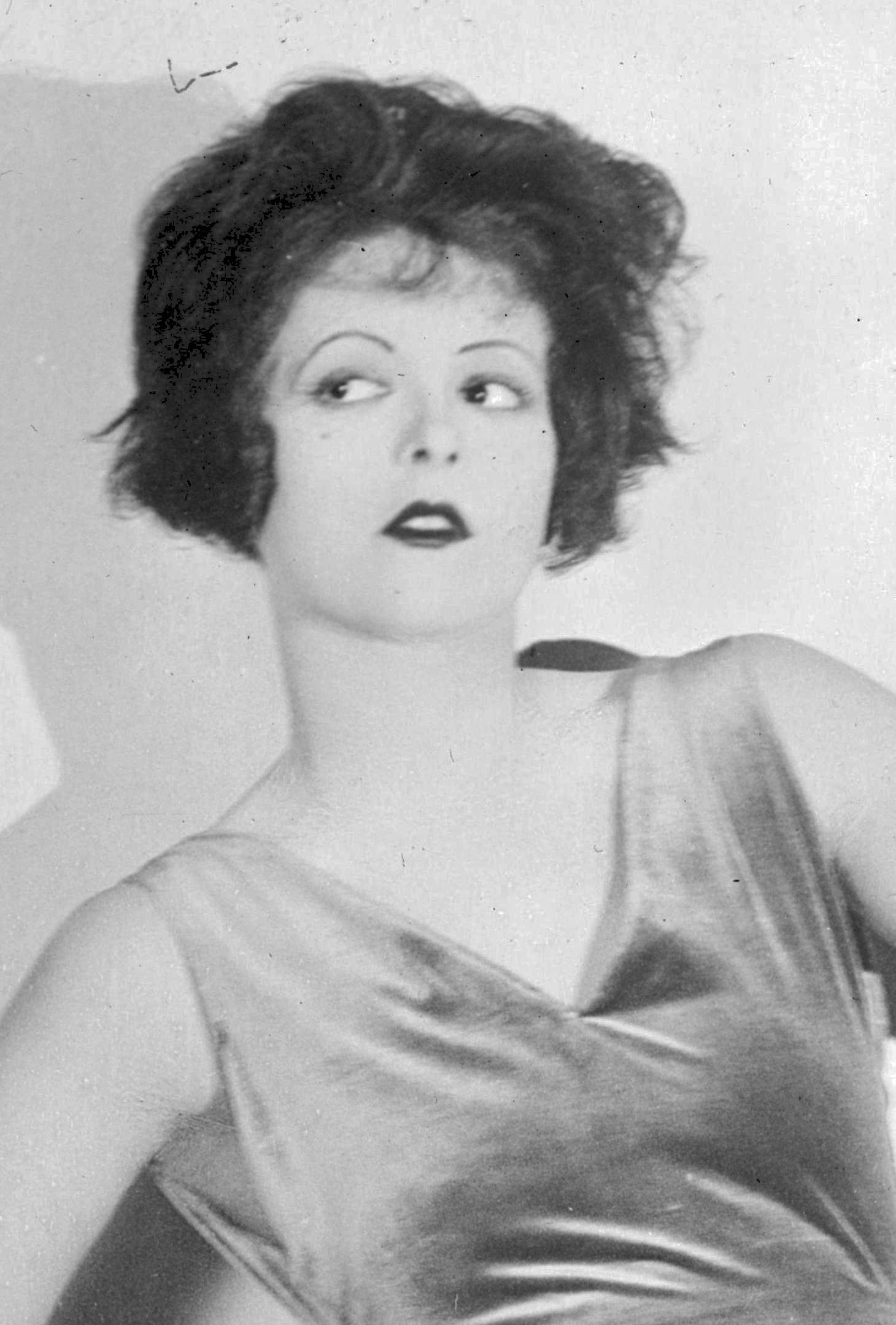
Clara Bow (1905–1965)

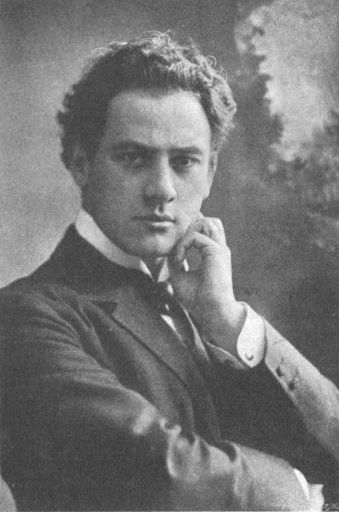
Oskar Beregi (1876–1965)

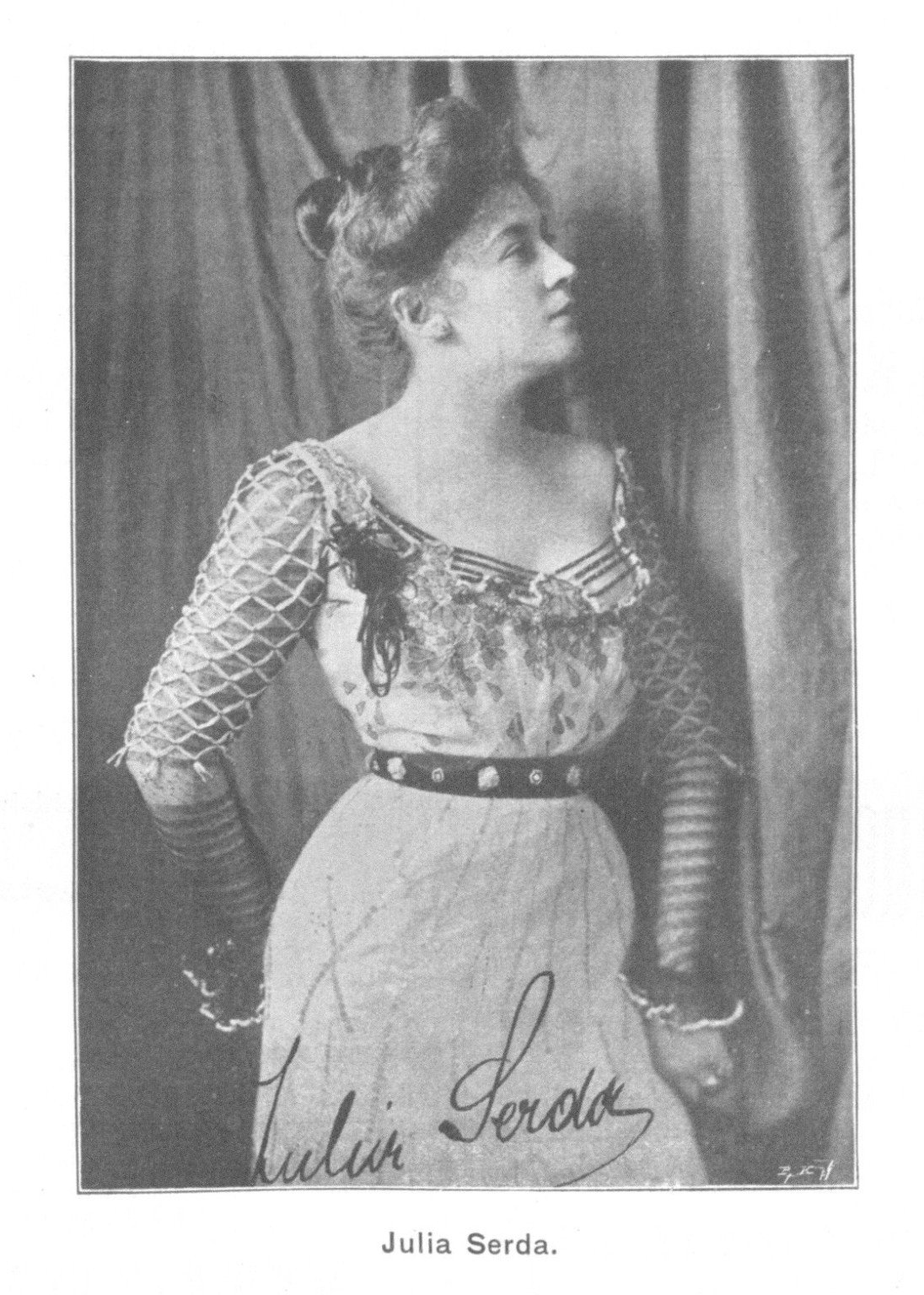
Julia Serda (1875–1965)

### Januar bis März
Januar
- 04. Januar: T. S. Eliot, amerikanisch-britischer Schriftsteller (* 1888)
- 08. Januar: Boris Barnet, sowjetischer Regisseur (* 1902)
- 14. Januar: Jeanette MacDonald, US-amerikanische Schauspielerin (* 1903)
- 30. Januar: Władysław Starewicz, polnischer Zeichentrickfilm-Pionier (* 1882)

Februar
- 12. Februar: Elise Aulinger, deutsche Schauspielerin (* 1881)
- 19. Februar: Forrest Taylor, US-amerikanischer Schauspieler (* 1883)
- 23. Februar: John Kitzmiller, US-amerikanischer Schauspieler (* 1913)
- 23. Februar: Stan Laurel, britischer Komiker und Schauspieler (* 1890)

März
- 06. März: Margaret Dumont, US-amerikanische Schauspielerin (* 1882)
- 22. März: Mario Bonnard, italienischer Schauspieler, Regisseur und Drehbuchautor (* 1889)
- 23. März: Mae Murray, US-amerikanische Schauspielerin (* 1885)
- 25. März: Ladislao Vajda, ungarischer Regisseur (* 1906)
- 28. März: Clemence Dane, britische Schriftstellerin und Drehbuchautorin (* 1888)

### April bis Juni
April
- 03. April: Ray Enright, US-amerikanischer Regisseur und Drehbuchautor (* 1896)
- 08. April: Lars Hanson, schwedischer Schauspieler (* 1886)
- 10. April: Linda Darnell, US-amerikanische Schauspielerin (* 1923)
- 15. April: Hans Karl Breslauer, österreichischer Regisseur und Schriftsteller (* 1888)
- 23. April: Georges Périnal, französischer Kameramann (* 1897)
- 24. April: Louise Dresser, US-amerikanische Schauspielerin (* 1878)
- 27. April: Paul Beckers, deutscher Schauspieler (* 1878)
- 30. April: Helen Chandler, US-amerikanische Schauspielerin (* 1906)

Mai
- 28. Mai: Wladimir Gardin, sowjetischer Regisseur und Schauspieler (* 1877)

Juni
- 07. Juni: Richard Billinger, österreichischer Schriftsteller und Drehbuchautor (* 1890)
- 07. Juni: Judy Holliday, US-amerikanische Schauspielerin (* 1921)
- 08. Juni: Manfred Raasch, deutscher Sänger und Schauspieler (* 1931)
- 22. Juni: David O. Selznick, US-amerikanischer Produzent (* 1902)
- 23. Juni: Mary Boland, US-amerikanische Schauspielerin (* 1880)
- 27. Juni: Anthony Veiller, US-amerikanischer Drehbuchautor (* 1903)

### Juli bis September
Juli
- 04. Juli: Willy Winterstein, österreichischer Kameramann (* 1895)
- 11. Juli: Ray Collins, US-amerikanischer Schauspieler (* 1889)
- 22. Juli: Arthur P. Schmidt, US-amerikanischer Filmeditor (* 1912)
- 24. Juli: Constance Bennett, US-amerikanische Schauspielerin (* 1904)
- 30. Juli: Joe Furtner, deutscher Schauspieler (* 1893)

August
- 06. August: Nancy Carroll, US-amerikanische Schauspielerin (* 1903)
- 06. August: Everett Sloane, US-amerikanischer Schauspieler (* 1909)
- 16. August: Konstantin Kisimow, bulgarischer Schauspieler (* 1897)

September
- 06. September: Werner Schott, deutscher Schauspieler (* 1891)
- 08. September: Dorothy Dandridge, US-amerikanische Schauspielerin (* 1922)
- 12. September: John Olden, österreichischer Regisseur (* 1918)
- 15. September: Erich Zander, deutscher Filmarchitekt (* 1889)
- 16. September: Fred Quimby, US-amerikanischer Produzent (* 1883)
- 27. September: Clara Bow, US-amerikanische Schauspielerin (* 1905)

### Oktober bis Dezember
Oktober
- 03. Oktober: Zachary Scott, US-amerikanischer Schauspieler (* 1914)
- 06. Oktober: Tom Kennedy, US-amerikanischer Schauspieler (* 1885)
- 11. Oktober: Hans Nielsen, deutscher Schauspieler (* 1911)
- 18. Oktober: Oskar Beregi, ungarischer Schauspieler (* 1876)
- 18. Oktober: Henry Travers, US-amerikanischer Schauspieler (* 1874)

November
- 03. November: Julia Serda, österreichische Schauspielerin (* 1875)
- 08. November: Emma Gramatica, italienische Schauspielerin (* 1874)
- 26. November: Wild Bill Elliott, US-amerikanischer Schauspieler (* 1904)

Dezember
- 05. Dezember: Joseph Breen, US-amerikanischer Filmzensor (* 1888)
- 14. Dezember: Leopoldine Konstantin, österreichische Schauspielerin (* 1886)
- 16. Dezember: William Somerset Maugham, britischer Schriftsteller (* 1874)